# McDonnell Douglas/General Dynamics A-12 Avenger II
A-12 «Эвенджер II» (A-12 Avenger II, с англ. — «мститель») — всепогодный бомбардировщик палубной авиации, разрабатывавшийся американскими корпорациями «МакДонелл Дуглас» и «Дженерал Дайнемикс» по заказу ВМС и КМП Соединенных Штатов для замены самолёта «Интрудер» в качестве основного палубного бомбардировщика, был выполнен по технологии стелс. Разработка была приостановлена в 1991 году из соображений экономии государственных бюджетных средств. Своё название самолёт получил от одноименного торпедоносца-бомбардировщика времён Второй мировой войны.

## Разработка
Корпус самолета проектировался по схеме летающее крыло в форме равнобедренного треугольника, с кабиной расположенной вблизи его вершины.
Силовая установка самолета должна была состоять из двух турбореактивных двигателей General Electric F412-GE-D5F2 с форсажной камерой, создающих тягу по 58 кН каждый.
В состав вооружения входили до двух ракет AIM-120 AMRAAM, двух AGM-88 HARM, а также полный комплекс вооружения класса воздух-земля, в том числе бомбы Mark 82 и корректируемые авиабомбы.
В процессе создания самолета разработчики столкнулись со множеством проблем, в процессе решения которых стоимость самолета выросла до $165 млн за штуку. В январе 1991 года проект был закрыт министром обороны Диком Чейни.

### Технические характеристики
- Экипаж: 2 человека

- Длина: 11,5 м

- Размах крыла: 
  - В раскрытом виде: 21,4 м
  - Сложенный: 11,0 м
- Высота: 3,4 м
- Площадь крыла: 122 м²
- Масса пустого: 17700 кг
- Взлетная масса: 36300 кг
- Силовая установка: 2 × турбореактивных двигателя General Electric F412-GE-D5F2 по 13000 л.c.( 58 кН) каждый.
- Максимальная скорость: 930 км/ч
- Дальность полета: 1480 км
- Практический потолок: 12200 м
- Скороподъёмность: 1500 м/мин
- Нагрузка на крыло: 300 кг/м²
- Тяговооружённость: 0.325

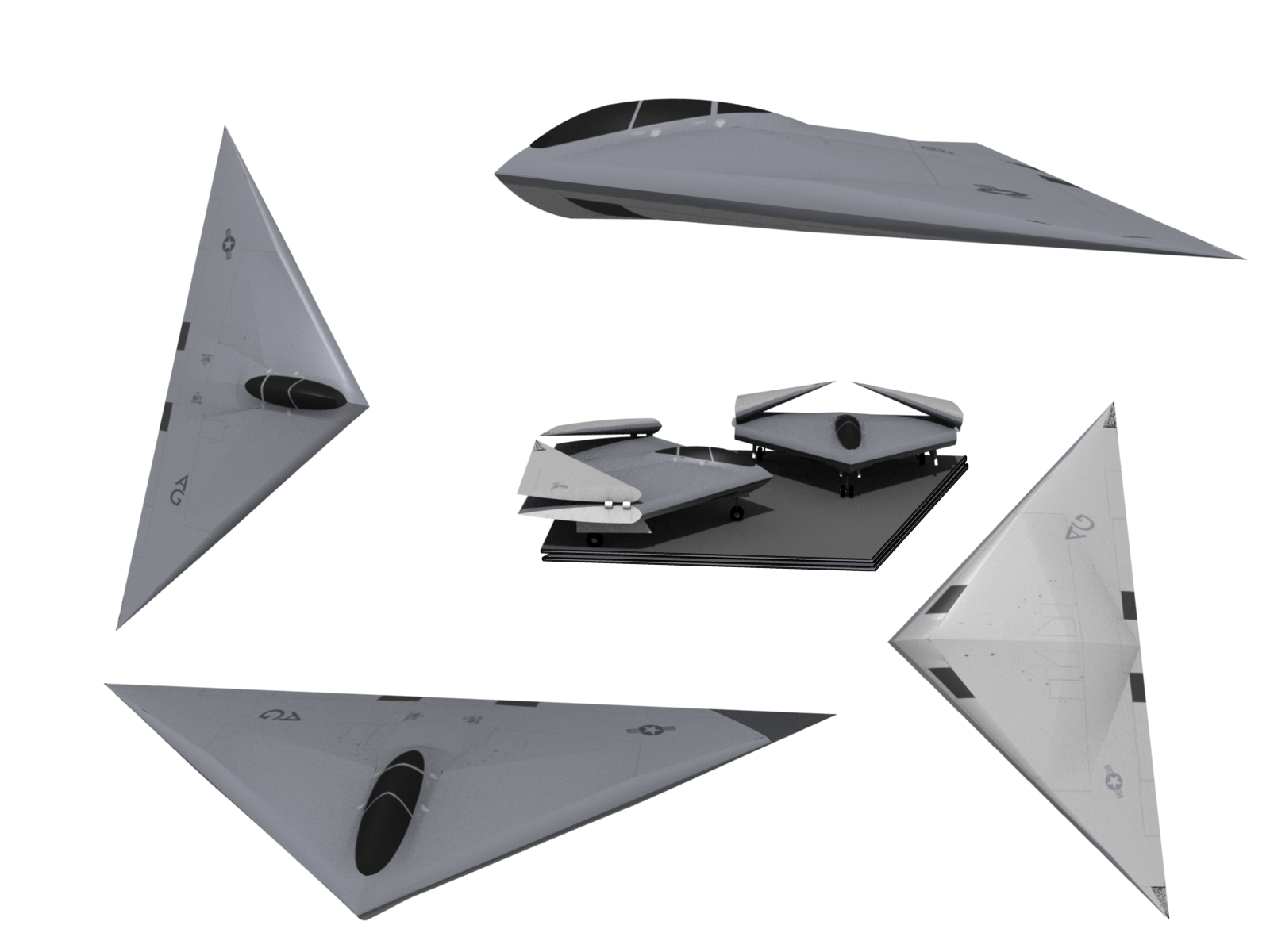
Виды A-12 с разных сторон

- Вооружение  Грузоподъемность: 5 160 фунтов (2300 кг) во внутреннем отсеке вооружения, включая:   2 × ракеты класса "воздух-воздух" AIM-120 AMRAAM   2× ракеты "воздух-земля" AGM-88 HARM   Неуправляемые или высокоточные бомбы

1. 1 2  Laur T. M., Llanso S. L. Encyclopedia of Modern U. S. Military Weapons — Berkley Publishing Group, 1995. — С. 2.